# Wainumá
El Wainumá (Wainambu, Wainambɨ) i el mariaté són dues llengües arawak de l'Alt Amazones extingides, poc certificades i sense classificar. Kaufman (1994) els va col·locar a la seva branca Wainumá, però això no fou seguit per Aikhenvald (1999).

## Llista de paraules
S'han recollit llistes de paraules de wainumá per:
- Spix i Martius el 1820
- Johann Natterer el 1832
- Alfred Russel Wallace el 1851[3]

Una llista de paraules de mariaté fou recollit per Spix i Martius el 1820.